# アメリカ合衆国における政教分離の歴史
この項目では、アメリカ合衆国における政教分離原則の成立史（アメリカがっしゅうこくにおけるせいきょうぶんりげんそくのせいりつし）について解説する。米国で政教分離制度が成立するに至った背景として、イングランド（グレートブリテン王国）本国における国教会と非国教会または清教徒（ピューリタン）の対立、そして、イギリス帝国の北アメリカ植民地だった13植民地における政教関係がある。13植民地がアメリカ合衆国として独立した際に、信教の自由と政教分離（国教の禁止）は憲章として重視され、アメリカ合衆国は政教分離を国制とした史上初の世俗国家となった。

## 近世イングランドにおける宗教と国家

### イングランド国教会の成立
イングランドは597年のカンタベリーのアウグスティヌスの渡英以降カトリック教会の一員であった。しかし、男子に恵まれなかったイングランド王ヘンリー8世がスペイン王女キャサリン王妃と離婚しアン・ブーリンと再婚しようとして教皇クレメンス7世に承認を求めた所、ローマ教会はキャサリンの甥に当たるスペイン王兼神聖ローマ皇帝カール5世の支配下にあったために教皇は承認できなかった。これに反発したヘンリー8世は1529年からローマ教会の権限を制限していき、側近のトマス・クロムウェルの力を借りて次々とローマ教会と決別する法律を施行、1533年の上告禁止法ではイングランドは完全の独立国家であり、教会の決定権は国王にあると宣言した。カンタベリー大司教（後にカンタベリー大主教に変更）トマス・クランマーは離婚と再婚を合法としたが、教皇は王を破門した。1534年の国王至上法で国王をイングランド教会の首長としてイングランド国教会が成立し、ローマ教会から独立した。こうして世俗国家による教会支配である国家教会体制が始まった。
ヘンリー8世は修道院財産を没収し、さらに修道院解散を命じると、解散に反対した信徒がリンカンシャーやヨークシャーで蜂起（恩寵の巡礼、1536年）したが鎮圧された。1539年には大修道院解散法で総計130万ポンドの修道院財産を没収したが、フランスと同盟を組んだスコットランドとの1544年の戦争での戦費供出のため、貴族、ジェントリへ売却した。このようにイングランドの宗教改革はプロテスタントを反映しておらず、王もカトリックを信仰しており、主教制（教会内階層）も存続したままだった。カトリック派のノーフォーク公トマス・ハワードやウィンチェスター主教は1539年の6カ条法で化体説にもとづき、パンのみの聖餐や告解が指示された。
1547年にヘンリー8世が没し、幼少のエドワード6世が即位したが、ノーフォーク公から実権を握ったのはエドワード6世の母方の伯父でプロテスタントのハートフォード伯（サマセット公）エドワード・シーモアであった。摂政（護国卿）となったサマセット公は6カ条法などプロテスタントを妨害する法を廃止、1549年の礼拝統一法ではラテン語でなく英語による礼拝を義務づけ、デヴォンシャーとコーンウォールではラテン語礼拝を求めて反乱が起きた。1553年には化体説を否定した(42カ条法）。一方で教会財産の没収は続き、サマセット公の財産は増えていった。しかし、1549年の農民反乱（ケットの反乱）にサマセット公は適切な対策がとれず、逮捕されてロンドン塔へ監禁された後処刑、ウォリック伯（ノーサンバランド公）ジョン・ダドリーが実権を握った。ノーサンバランド公も教会の財産を没収し、宝石や鐘など礼拝に不要な用具を没収した。更にはエドワード6世の異母姉で王位継承者であったカトリック教徒のメアリー（メアリー1世）から権利を奪おうと策謀をめぐらしたが、失敗してノーサンバランド公は処刑された。
初の女王となったカトリック教徒のメアリー1世は、ヘンリー8世時代以来の諸法を廃止しカトリック教会へ復帰した。ローマからの使節レジナルド・ポールはカンタベリー大司教となった。一方でプロテスタントは弾圧され、300人の聖職者や信徒が火刑となった。また、女王はアストゥリアス公フェリペ（後のスペイン王フェリペ2世）と結婚し、イングランドとスペインの同盟が成立した。しかしフェリペはスペイン王となると、教皇とむすんだフランスと開戦し、イングランドも参加したが苦戦し、大陸の領土カレーをフランスに奪われた。
メアリー1世の死後即位した異母妹のエリザベス1世は1559年の国王至上法で、国王は教会の統治者（首長ではない）とされた。エリザベス1世は穏健なカトリックを包摂するよう政策をとっていったが、これにプロテスタントの立場から批判していく勢力の改革派が発生し、「清教徒（ピューリタン）」と揶揄された。ただし、国教会内部での方針に関する対立であったので、国教会とピューリタンを明確に区別することは不可能であるとされる。
フランス王妃となっていたメアリー・ステュアート女王が夫の死後にスコットランドに帰国すると、すでにスコットランドではジョン・ノックスが宗教改革を断行していたため、メアリーによるカトリック復古政策に反発した貴族によってメアリーは追放された。イングランドに亡命したメアリーを、エリザベス1世打倒のためにノーサンバランド伯トマス・パーシーやウェストモーランド伯チャールズ・ネヴィルらが利用して1569年に反乱を起こしたが失敗した。カトリック教徒が反乱を支持しなかったことに不満を抱いた教皇は女王を破門したが、対抗して女王はカトリック弾圧政策をとっていった。こうしてエリザベス1世時代には、教義はプロテスタント、教会政治と礼拝様式はカトリックの国教会体制が確立した。

### 清教徒革命：1640年-1660年
エリザベス1世時代にはカルヴァン主義のピューリタンが信教の自由、良心の自由を主張し、国教会からカトリック色を一掃して教会改革を徹底するよう要求を繰り返した。このためピューリタンはイギリスにおける宗教が国家や公定教会から解放される政教分離の先駆者とされるが、岩井淳によれば、ピューリタンの独立派（Independents, インディペンデンツ）にはカトリックや王党派を「反キリスト」とする千年王国論や不平等な選民思想があったため、他教を認めるような信教の自由を主張したとはいえないのに対して、分離派（セパラティスト）は「宗教的自由」を、平等派（水平派、レヴェラーズ）は「政治的自由」を追求した。ピューリタンは国教会側から迫害されたが、清教徒革命の勢力として影響力を行使した。17世紀の1640年代前半、議会派は国王との妥協をはかり、全国的な教会組織を計画する長老派と、国教会から分離し、会衆教会（コングリゲーション）を基本単位として個々の教会の自主性を要求した独立派に分裂した。トマス・グッドウィンやシドラック・シンプソンら独立派はオリバー・クロムウェル指揮下の軍事力を背景に長老派や平等派を退けて、王政を倒して樹立したイングランド共和国の実権を握り、清教徒革命の中心勢力となった。
ピューリタン側はジェームズ1世に対して宗教改革を迫ったが、王権神授説を信奉していたジェームズ1世は「主教なければ国王なし」と国教会体制を堅持した。1605年の火薬陰謀事件でカトリック教徒が議会に爆弾をしかける王と議員の暗殺未遂が起こり、メアリー1世時代の新教徒迫害を描いたジョン・フォックスの『殉教者の書』の影響、またスペインやフランスなどカトリック大国の脅威などによって反カトリック意識が高まった。三十年戦争ではプロテスタント側に立って参戦することが期待されたが、財政難などのため参戦せず、議会で王はスペインへの従属的な態度が非難され、王は反カトリック意識の標的とされていった。
チャールズ1世は1625年にフランスからカトリックの王妃ヘンリエッタ・マリアを迎え、親カトリック政策を展開し、議会の同意を得ずに外交や課税を強行し、国王大権を行使したため、1628年に議会は権利の請願を提出した。王は議会を解散し、反対派を投獄、以後11年にわたって専制政治を敷いた。ロンドン主教ウィリアム・ロード（後にカンタベリー大主教）とアイルランド総督トマス・ウェントワース（後にストラフォード伯）は、国王大権裁判所（星室庁と高等宗務官裁判所）を用いて反対派やピューリタンを弾圧した。1637年、長老派を国教とするスコットランドに対して、チャールズ1世は国教会の儀式を強制するとスコットランドは反発し、1639年には主教戦争となり、イングランドは敗北した。議会は専制政治の支柱であったロードとストラフォード伯を逮捕して処刑し、専制政治を制限する諸法を制定した。
1641年のアイルランド反乱でイングランド人数千人が虐殺されると、「20万人から30万人の大虐殺」であると誇張されたデマが流され、反カトリック意識が高まった。同年、議会派は国王、主教、イエズス会を「迷信を重んじている者」として批判した大抗議文を提出した。チャールズ1世が1642年に戦闘準備をすると、議会は3月に民兵条例で軍事権を掌握し、6月の19か条提案で議会主権を主張して、8月には王党派（キャヴァリア、騎士党）と議会派（ラウンドヘッド、円頂党）が全面衝突してイングランド内戦（第一次イングランド内戦）がはじまった。クロムウェル率いる議会軍はスコットランドに同盟を持ちかけ1643年に厳粛な同盟と契約が成立するが、スコットランドは長老派体制の採用を条件としたため、これを容認した長老派と、国王との徹底抗戦を主張する独立派にわかれた。独立派にはオランダからの帰国者が多く、カトリックを「反キリスト」とさえ非難した。1645年にネイズビーの戦いでニューモデル軍として再編された議会軍は国王軍を潰滅、1646年に第一次内戦は終結した。
議会軍の多くはセクトと呼ばれる分離教会に所属し、独立派は国家教会に代わる諸派が許容される体制を模索した。ウィリアム・ウォルウィン、リチャード・オーバートン、ジョン・リルバーンらを指導者とする平等派は成人男子の普通選挙や人民主権、人権思想を主張した。ウォルウィンは1645年の著作で「いかなる人も宗教の問題で他人の強制を受けることはできない」と述べ、オーバートンは「トルコ人、異教徒、ユダヤ人などの不信心の徒であっても彼等の殺害はキリストの意思にそむく」と主張した。国教会を批判したため鞭打ち刑・さらし刑に処されたリルバーンは『獣の所業』で「神ご自身のお声が選民のすべてにー彼らは長い間、この反キリストの奴隷的権力と国のもとで生きてきたのだがーその権力と国への服従と隷属をやめることを、ついに命じておられる」と選民思想を主張した。平等派は手工業者や小商人、一般兵士にも浸透し、平等派の兵士はアジテーターを代表として人民主権からの改革を求めたため、独立派軍幹部は1647年10月にパトニー討論を開いた。会議で平等派の兵士は「発言権をもたない政府への服従義務はない」とする『人民協定』を提出し、普通選挙権を主張した。一方、軍幹部で『建議要目』を作成したヘンリー・アイアトンは制限選挙を主張して譲らなかった。
1648年4月、王はスコットランドと組んで第二次イングランド内戦を開始したが、議会軍はプレストンの戦いでスコットランド軍を撃破した。12月には長老派が独立派から追放（プライドのパージ）され、議会は独立派のみとなり、ランプ議会（残部議会）と呼ばれた。1649年、クロムウェルらが裁判官となり、チャールズ1世は「専制君主、反逆者、殺人者、国家の公敵」として処刑された。イングランド共和国が成立した後、独立派は平等派や真正水平派（ディガーズ）、ランターズ、クエーカーを弾圧した。
独立派は会衆教会を設立していったが、独立派以外の分離主義者であるバプテスト教会（パティキュラー・バプテスト、ジェネラル・バプテスト）、セパラティストも教会を次々と建設し、これら分離派は独立派を中心に同盟を結成した。イングランドの国家教会体制に対して独立派は末端に会衆教会を設立したことで、複数の宗派の共存を可能とする政教分離への道を切り開いたとされる。しかし、独立派教会の入会審査は厳しく、1647年のロンドン会衆教会宣言では「すべての人間が思慮分別や適性をもっているとは限らない」ため、人間の平等を認めることは人間社会にとって大きな障害となるとして平等を否定する選民思想があった。ただし、選民思想に裏付けられた使命感によって清教徒革命における戦闘的な姿勢の維持が可能であった。クロムウェルは宗教的な自由は基本的な自由であり自然権であると述べたが、独立派聖職者の起草案では独立派のみが正統と宣言し、クエーカー教徒（キリスト友会）やランターなどの信教の自由は認められず、近代的な政教分離論や幅広い信教の自由を随伴してはいなかった。他方、パティキュラー・バプテストのサミュエル・リチャードソンは、クロムウェル政府は有史以来初の宗教の自由を享受しており、当局が宗旨変えをしても従わなければ迫害を受けることもないと評価した。
一方、アイルランドは国王派とカトリックが同盟していたため、イングランドはアイルランドを攻撃して征服し、植民地化した。また、同じく反革命勢力とみなされたスコットランドを第三次イングランド内戦で征服した後併合し、国王の遺児チャールズ2世はフランスへ亡命した。1653年に護国卿に就任したクロムウェルの共和国政権ではイングランド、スコットランド、アイルランド、植民地、ヨーロッパのプロテスタントを保護し、ヨーロッパ大陸のユグノーを援助し、カトリック勢力に打撃を与えることが目標とされた。しかし1658年にクロムウェルが死去すると、息子リチャード・クロムウェルが護国卿に就任するが混乱を収拾できず、翌1659年に職を退いて政権が崩壊し、1660年4月には貴族院が復活した。

### 王政復古から寛容法まで：1660年-1689年
1660年5月、チャールズ2世が亡命先から帰国し、王政復古が実現した。腹心のクラレンドン伯爵エドワード・ハイドが起草したブレダ宣言では革命関係者の大赦がなされ、信仰の自由が明記された。しかし、報復は避けられず、「王殺し」のトマス・ハリソン、ヘンリー・ベインら14人が処刑された。1661年に第五王国派が武装蜂起すると、「クラレンドン法典」と総称される清教徒弾圧を立法していった。非国教徒は公務員になれないとする自治体法、国教会以外の宗教集会を禁止する秘密礼拝禁止法、王に忠誠を誓わない非国教派の聖職者を5マイル以遠に追放する5マイル法が制定された。

#### 反カトリック意識と王位継承者排除法
1662年12月、チャールズ2世はカトリックを保護するための「信仰自由宣言」を出したが、議会が撤回させた。1670年にチャールズ2世はフランスのルイ14世とドーヴァーの密約を交わし、イングランド王がカトリックに改宗することを条件にフランスが軍事支援と年金を贈るとされた。1672年の第二次信仰自由宣言でカトリックは保護された。しかし、これにも議会は反対し、審査法では公職からカトリックが除外され、チャールズ2世の弟で次期国王候補のヨーク公ジェームズ（後のジェームズ2世）も追放された。1678年にはカトリックが王暗殺計画に関与していたという「教皇主義者の陰謀」が明るみにされ（カトリック陰謀事件）、王は騎士議会を解散し、「カトリックによる陰謀を阻止するために」議会と王が争うようになり、再び清教徒革命以前の反カトリック意識が高まっていった。議会はカトリックであるヨーク公を王位継承者から排除する王位排除法案が提出されると、反対派（嫌悪派）と法案賛成派（請願派）が全国規模で争われた。反対派（嫌悪派）はやがてトーリーと呼ばれ、王への服従と国教会体制の堅持を原則にした。請願派はやがてホイッグと呼ばれ、王権を制限して議会主権や宗教的寛容を主張し、非国教徒から支持された。
1679年には教皇の人形を焼くデモがロンドンでなされ、請願派の動きは高揚したが、王は譲歩せずに議会を解散してホイッグ弾圧を始めた。1682年、ホイッグの中心であったシャフツベリ伯爵アントニー・アシュリー＝クーパーはジョン・ロックらとオランダへ亡命した。

#### 名誉革命：寛容法とカトリックの排除
1685年、チャールズ2世が死去し、ヨーク公がカトリックの国王ジェームズ2世として即位した。1687年、王は信仰自由宣言を出した。ジェームズ2世の背後には、ユグノーを弾圧するフランスのルイ14世がいた。1688年4月、王は2度目の信仰自由宣言を出したが、宣言を朗読しなかったカンタベリー大主教ら7人の主教を投獄した。11月、ホイッグとトーリー両党は提携して、オランダ総督ウィレムに武力による解放を招請し、総督は清教徒の保護者としてイングランドに上陸した。しかし、王は軍がほとんど戦意を持たないことを知って、フランスへ亡命した（名誉革命）。
議会は王位空白を宣言し、法と自由を明記した権利宣言を出した。1689年、オランダ総督ウィレムはウィリアム3世としてイングランド王に即位し、権利の章典と寛容法が制定された。これは清教徒革命以来の王と議会の対立の決着であり、以後、名誉革命体制は100年以上続いた。
権利章典は議会主権であり、王は「議会の中の国王」とする立憲君主制の原則が確立したが、王位継承者からカトリックが排除され、1701年の王位継承法でも明文化された。背後には、フランスへの脅威があったとされる。
寛容法、正式名「プロテスタント非国教徒を現行の諸刑罰から免除する法」では、三位一体の承認と王への忠誠の宣誓を条件として非国教徒が容認された。ただし、カトリック教徒や無神論者は除外された。非国教徒は自由教会を創設した。
審査法や自治体法などで、公職に就くには国教会の信者でなければならないとの規定がされ、1828年の審査法廃止まで続いた。
植民地では1691年の特許状で、カトリックを除く宗派に「良心の自由」を認めた。
カトリック教徒の宗教的・政治的自由が正式に承認されたのは、1801年のアイルランド併合の際に解放が約束されて以降のオコンネルの運動による1829年のカトリック教徒解放令であった。カトリック差別の背後には、フランスへの脅威やアイルランドへの敵視があったと見られている。

#### ジョン・ロックの寛容論
ジョン・ロックは「寛容論」（1667年）や「寛容書簡」（1689年）で政教分離を論じた。王政復古時代の1666年、シャフツベリ伯アントニー・アシュリー＝クーパーと出会ったロックは、翌年にロンドンのシャフツベリ伯邸に居を移し、『寛容論』を執筆した。ロックは統治者の政治権力を世俗的な事柄に限定し、「統治者はただ人々を、他者によって侵害や危害を被ることが護るだけなのだ（これが完全な寛容である）」と主張し、また立法者は道徳上の徳性や悪徳とはまったく関係がない、と論じた。さらに、「統治や社会には全く関係がない」ような思弁的意見や、神への礼拝は、絶対的な寛容への権利を持つと論じた。
1682年にシャフツベリ伯は王位排斥問題で失脚してオランダに亡命、ロックもシャフツベリ伯を追って翌年にオランダに亡命した。シャフツベリ伯は同年に死去したが、ロックはオランダに1689年まで住み、神学者リンボルクと交流し、「寛容に関する書簡」を執筆した。ロックは、自己の信仰や教義の防衛義務を主張するコンフェッショナリズムの立場を克服し、信条の対立が政治的闘争となるコンフェッショナリズム の原因を「教会と国家との一致」に見て、「教会と国家の分離」すなわち政教分離を主張し、政治秩序の安定を図った。ロックによれば国家は世俗的善の保全を目的とするのに対して、教会は「神をおおやけに礼拝するため、人々が自発的に結びついている自由な集まり」であり、教会は「国家からも世俗の事柄からも全く区別され、切り離されて」いる、とした。
ただし山岡龍一によれば、ロックは政治と宗教の分離という意味での政教分離は主張しておらず、また国教会制度そのものを批判してもいないし、すべての宗教に対して中立なのでもない。ロックはユダヤの国家はテオクラシー（神権政治）として建設されたが、「福音のもとでは、キリスト教国家（respublica Christiana）というものは絶対にありえない」と寛容書簡で述べている。
またロックは「宗教的集会において、公共の平和に反するようなことが行われるならば、それは定期市で起こったときと同様に、しかも寸分たがわぬ仕方で阻止されるべきです」として、「謀反人、殺人者、刺客、盗人、強盗、姦夫、中傷者、誹謗者」はどんな教会に属していようと処罰されるべきであるとした。そして、「異教徒でも、マホメット教徒でもユダヤ人でも、宗教のため国を追われるべきでない」とした。
他方でロックはカトリック教徒を寛容の対象から除外して、カトリック教徒は教皇の無謬性を盲信しており、非カトリック教徒との約束不履行を正当化しているので、市民社会のメンバーに適さないとも主張した。

## 北米植民地におけるピューリタンと政教分離

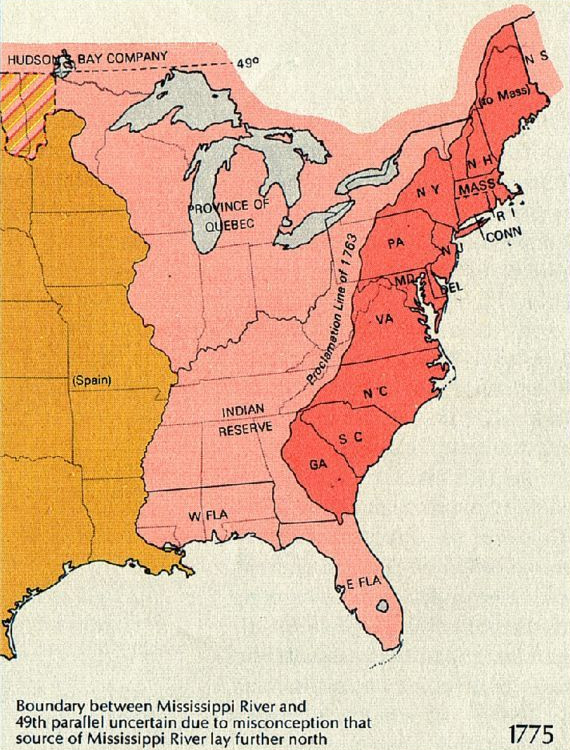
赤い部分がニューイングランドの13植民地(1775年)。
(1)ニューイングランド植民地群:マサチューセッツ湾直轄植民地(MASS),ニューハンプシャー植民地(NH),ロードアイランド植民地(R),コネチカット植民地(CONN)
(2)中部植民地群:ニューヨーク植民地(NY),ニュージャージー植民地(NJ),ペンシルベニア植民地(PA),デラウェア植民地(DEL)
(3)南部植民地群:メリーランド植民地(MD),バージニア植民地(VA),ノースカロライナ植民地(NC),サウスカロライナ植民地(SC),ジョージア植民地(GA)
桃色の部分はケベック植民地（元はヌーベルフランスで七年戦争でイギリス領となった）、インディアン保留地、西フロリダ(WFA)、東フロリダ(EFA)。
境界線は1763年宣言でアパラチア山脈以西への植民が禁止された。

清教徒の一部の独立派や分離主義者の中には新大陸アメリカ、オランダなどへ亡命する者も多く、イングランドでの宗教的迫害は、信教の自由や政教分離論の主張や、万人祭司主義の徹底化による会衆主義を深めていった。
イングランド国教会に反対した清教徒は1620年、新大陸へ植民し、ピルグリム・ファーザーズはプリマス植民地を開拓し、ジョン・ウィンスロップはマサチューセッツ湾植民地を建設した。マサチューセッツ湾植民地へは信仰の自由を求めた2万人のイングランド人が渡航し、ニューイングランドと呼ばれるようになった。こうした亡命清教徒は清教徒革命後にイギリスに帰国し、議会派を助けた。
また、ニューイングランドではスペイン植民地やフランス植民地などカトリック勢力の脅威があり、イングランド本国でもスペイン・フランスのカトリック大国や、国王派の拠点と信じられたアイルランドのカトリックへと敵対するなど、イングランド本国とニューイングランドでは反カトリック主義が共通しており、クリストファ・ヒルは水平派などの急進主義者が最も激しく反カトリック的であったとしている。

### ロジャー・ウィリアムズとプロビデンス植民地
ニューイングランドに入植した分離派の神学者ロジャー・ウィリアムズは1631年にマサチューセッツに移住し、国教会からの完全な分離を唱えた。しかし、総会議で追放されたので、1636年にプロビデンスに入植しプロビデンス植民地を建設した。1638年にはアン・ハッチンソンが神の恩恵の直接的体験を唱えたため裁判で異端判定を受けてマサチューセッツを逃れ、ウィリアムズのすすめてアクィドネック島（ポーツマス）に入植した。
ウィリアムズのプロヴィデンス入植誓約文は、家長会議の権限と政治権力の適用範囲を、宗教を除く世俗的な事柄のみ(only in ciuill things) に限定する史上初の政教分離文書となった。このため、ウィリアムズは、政教分離と信仰の自由の保障という近代民主主義の基本原則を現実の政治において実現したとされる。
ウィリアムズは1644年の著作で、宗教戦争は平和の王イエスは容認しないし、信仰上の理由による迫害を正当化した「政教提携論者」としてカルヴァン、ベーズ、ジョン・コットンらを批判した。ウィリアムズは同年の1644年、ハッチンソンらのポーツマス植民地や、クエーカーの植民地とロードアイランド植民地を統合してロードアイランド及びプロビデンス植民地とし、総督は住民の選挙で選ばれ、政教の分離が定められた。
1647年の著作でウィリアムズは、
と主張し、キリスト教内の宗派だけでなく、他教との共存を主張した。1652年の著作でもウィリアムズは「世俗権力は人々の魂を強制して、ある種の礼拝を禁止したり、ある種の礼拝を強制したりすることはできない」とし、「すべての人々の良心を自由かつ絶対的に認めること、この場合、ユダヤ人やトルコ人、カトリック教徒や異教徒の良心も除外してはならない」と主張し、ウィリアムズの良心の自由論はロードアイランド植民地でアメリカ先住民にまで及んだ。しかし、信教の自由を保障したロードアイランド植民地には土地の利権を目当てにした入植者もあり、ゴースタッドは「すべての人を歓迎したことで、結局すべての人が来てしまった」と述べたり、周囲の植民地からは「ろくでなし連中」の集まる「下水溝」と見なされるほどの混乱を生じた。コディントンがイングランド本国に働きかけて独裁的な終身総督に就任したのを阻止するためにウィリアムズは本国やマサチューセッツ湾植民地総督へ交渉した。また、周辺の植民地から領土的な野心に狙われたプロビデンスで自衛軍の訓練が必要になった時、バプテストは良心を理由として応じなかったため、ウィリアムズは船上では各宗派の自由が認められているが、進路を決定し船内の正義と秩序を守るのは船長であり、船長や士官への反抗、船員の義務の不履行などに対しては権力が正当に行使されなければならないと反論したが、良心的兵役拒否の問題はその後も鎮まることなく、ウィリアムズは「私たちが求めているのはただの放縦（Licence)にすぎません」と批判した。
1660年、マサチューセッツ植民地が警告を無視して再入国したクエーカー教徒を絞首刑に処し、ニューイングランド植民地連合はロードアイランド植民地にもクエーカー弾圧を行うように要請したが、ロードアイランド植民地は拒否した。一方、ウィリアムズはクエーカーの創始者ジョージ・フォックスを批判し、クエーカー教徒がすべての人に上下の別なく汝（Thou)と呼んだり、男性が長髪にしたり、女性が公衆の前で裸になること、国家や法廷に敬意を払わないこと、挨拶もしないことは反社会的な行為であり、これへの市民的制裁は宗教的迫害でなく、神が課した責務であり命令だとした が、それまでの寛容思想と矛盾していると批判された。1663年、ロードアイランド植民地はイングランド本国より正式な自治権を認可され、信教の自由も特許条に明記された。ウィリアムズは晩年、
と国家への服従と租税義務を主張した。

### クエーカーとペンシルベニア植民地
他方、クエーカーや第五王国派は千年王国論や選民思想を結びつけていた。第五王国派は「神の祝福すら見受けられない罪にまみれた世俗の人間が、どのような権利から、支配したり統治したりできるというのか」などと、「選ばれた人間」だけが「キリストの王国」を建設すべきであると主張していた。岩井淳はクエーカーや第五王国派は平和共存的な宗派の共生を主張したわけではないと指摘している。ただし、クエーカーのウィリアム・ペンは1681年に建設したペンシルベニア植民地を宗教的な自由のための神聖な実験として、すべての人の良心の自由を保障した。そのため、ドイツ敬虔派に属するアーミッシュや長老派のスコットランド系アイルランド人が到来した。

### 王政復古以後のニューイングランド
1660年に始まったイングランド王政復古後、イングランド国教会は公定教会として再び復活し、ピューリタン革命の反動で、長老派や独立派、バプティスト、クエーカーへの弾圧が実施された。しかしこれらの弾圧によって根絶やしにすることは不可能であった。ニューイングランド植民地でも国教会の立場が強化され、マサチューセッツのピューリタンに寛容が求められた。
チャールズ2世は本国ではクラレンドン法で清教徒を弾圧し、植民地では他宗派への寛容を求めたが、ニューイングランドのバプテストは自分たちへの寛容を求めたため、王はロードアイランドやペンシルヴェニアの寛容政策を認可した。また、王権の基盤として植民地の王領化が進められ13植民地の中のバージニアとニューヨークが王領植民地となった。なお、領主植民地はペンシルバニア、メリーランド、自治植民地はマサチューセッツ、ロードアイランド、コネティカットであった。

### アメリカ合衆国独立と政教分離
18世紀前半には、ジョナサン・エドワーズらが大覚醒運動を広めて福音主義を復興させ、既存教会、とくに公定教会制度を批判した。支持者はニューライトと呼ばれ、新しい国家を参集することが神の召命とされた。
1775年にアメリカ独立戦争が勃発し、戦争の進展とともに、アメリカで公定教会とされ、エスタブリッシュメントであったイギリス国教会への批判が高まっていった。翌1776年1月にフィラデルフィアで発行した『コモン・センス』でトマス・ペインは、独立後の大陸憲章または植民地連合憲章では「何よりも、良心が命じるところの自由な宗教活動」が定められるべきであるとし、信教の自由を主張した。
独立運動においてはトマス・ホッブズやジョン・ロック、ジェームズ・ハリントン、ロバート・フィルマー、「神は自ら助くる者を助く(God helps those who help themselves)」の言葉 で知られるアルジャーノン・シドニーが深い影響を与えたが、とりわけジョン・トレンチャード、トマス・ゴードン、フランシス・ハッチンソン、ジョゼフ・プリーストリー（非国教徒)、リチャード・プライスなどのホイッグ急進派がイギリス本国にはほとんど影響を与えなかったのに対してアメリカでは影響が強かった。

#### バージニア権利章典とバージニア信教自由法
独立戦争前のバージニア植民地ではイングランド国教会（アングリカン派、聖公会）が公定教会だった。バージニア住民は国教会への礼拝が義務付けられ、十分の一教区税によって教会は維持される一方で、長老派（Presbyterians)、バプティスト、メノ派などの不服従派（dissenters)は厳しく規制されていた。理神論の影響を受けたトーマス・ジェファーソンやマディソンらは公立教会制度の廃止を求めていた。
1776年7月4日にジェファーソンが主に起草した独立宣言が出された。独立宣言の1か月前の6月12日にバージニア会議で、メーソンが起草しマディソンが修正したバージニア権利章典が採択され、第16条で自由な信仰の権利が定められた。
その後、1784年に公定教会擁護派とパトリック・ヘンリーが「キリスト教支持のための一般課税法」法案を提出したが、マディソンが政府の宗教干渉は権限乱用と反対し、成立は阻止された。
ジェファーソンが1779年に起草した第82法案 The Bill for Establishing Religious Freedom 信教の自由を樹立するための法（バージニア信教自由法)が1785年にマディソンによって提出された。第82法案原案では、政府による個人の思想への権力行使や規制は危険であり、信教の自由を破壊するとされた。1786年1月19日、バージニア邦議会で可決した。
バージニア信教自由法は、アメリカで初めて信教の自由と政教分離を明文化した法律で、アメリカ憲法の基礎となった。

#### 権利章典(合衆国憲法修正第1条)
1791年権利章典（合衆国憲法修正第1条)では国教が禁止され、宗教の自由が明記された。
こうしてアメリカ合衆国は、政教分離を国制とした史上初の世俗国家となった。政教分離が選ばれたのは、啓蒙主義思想によるだけでなく、新国家がイギリスにおいて宗教的に迫害された人々による「合衆国」であり、異なった宗教的背景を持った人びとによって構成されていたためであった。一方、国教の禁止は、州同士の宗教対立を避けるための現実的妥協策であったというマーク・ノールの指摘もあり、宗教の公定制度をそれぞれの州に任せておくことで、州の団結と連邦としての共存が可能になった玉虫色の解決策だったと大西直樹は指摘する。州の独立性は強く、ロードアイランド、ペンシルバニア、ニュージャージー、デラウェア、ヴァージニア州は公定教会制度を持たず、ニューヨーク州、メリーランド州、ノースカロライナ州、サウスカロライナ州、ジョージア州は監督派教会を、マサチューセッツ州、コネチカット州、ニューハンプシャー州は会衆派教会を公定教会とした。その後、修正第1条の精神が徐々に浸透し、各州における公定教会制度は廃止されていき、最も頑強にピューリタンの伝統が保持されたマサチューセッツ州においても1833年に公定教会は廃止された。